# Фудзимура, Кадзухиро
Кадзухиро Фудзимура (яп. 藤村和広, род. 1958, Токио) — японский дипломат, посол Японии в Финляндии (с 2022), ранее — посол Японии на Кубе (2018—2021).

## Биография
В 1982 году окончил факультет политологии университета Васэда и в том же году поступил на службу в Министерство иностранных дел Японии.
С 2018 по 2021 год был в должности чрезвычайного и полномочного посла Японии на Кубе.
27 апреля 2022 года вручил верительные грамоты президенту Финляндии Саули Нийнистё.